# Bob James (rock)
Pour les articles homonymes, voir Bob James (homonymie) et James.
Robert Dennis (Bob) James (né en 1952 à Struthers (Ohio) et mort en février 2021) est un chanteur de rock américain, membre du groupe Montrose.

## Biographie
James s'installe dans la South Bay près de Los Angeles en 1963. Dans ses premiers groupes, il joue avec David Pack et Joe Puerta (Ambrosia), Robert Fleischman (Journey ou Marc Droubay Survivor. Début 1975, il est choisi par Ronnie Montrose pour remplacer le chanteur Sammy Hagar dans le groupe Montrose et est présenté comme chanteur principal et co-auteur sur les albums de Warner Bros. Presents... Montrose! (1975) et Jump on It (1976).
Après avoir quitté Montrose début 1977, il retrouve son groupe d'avant Montrose, Swan, qui enregistré des démos pour Capitol Records avec l'ingénieur de Montrose, Charles Faris, et se produit dans la région de Los Angeles. En 1978, il s'installe à New York pour rejoindre le groupe anglo-américain Magnet, dirigé par Danny Goldberg, Phil DeHaviland, Jerry Moss et Peter Frampton. Magnet collabore avec Jerry Shirley, ancien membre du groupe Humble Pie avec Frampton, à la batterie et sort l'album Worldwide Attraction sur le label A&M en 1979. À cette époque, David Krebs, le manager d'Aerosmith le contacte pour un possible remplacement de Steven Tyler.
En 1981, à la suite de la dissolution de Magnet, James forme le groupe Private Army, à Los Angeles, avec à la guitare l'ancien membre de Cheap Trick, Pete Comita, ainsi que le bassiste Rudy Sarzo qui fera partie de la future section rythmique de Quiet Riot et du batteur Frankie Banali. Début 1982, Private Army se dissout, James avait déménagé à Chicago pour former USSA avec Pete Comita, le futur batteur Randy Castillo et l'ancien guitariste de Pezband, Tommy Gawenda. Reach Out, sa composition de l'époque USSA, est enregistrée par Cheap Trick et figure sur la bande originale du film Métal hurlant, sorti en 1981.
Fin 1982, il quitte USSA pour revenir à Los Angeles, où il demeure actif pendant le reste des années 1980 et au début des années 1990 en tant qu'auteur-compositeur et interprète, avant de se consacrer davantage à l'ingénierie mécanique, à la gestion de l'ingénierie et à l'investissement immobilier. Après près de trois décennies de silence professionnel, James tourne en juillet 2013 un clip vidéo de sa composition originale Diamond in the Rough, que l'on peut voir sur YouTube. Son fils Brendan Willing James (né en 1979) est le bassiste et chanteur du groupe Grizfolk.